# Borče
Borče (nemško Förk) je naselje v Občini Čajna v Okraju Beljak-dežela na Koroškem v Avstriji.